# Barbaresco (Wein)

Lage der Provinz Cuneo

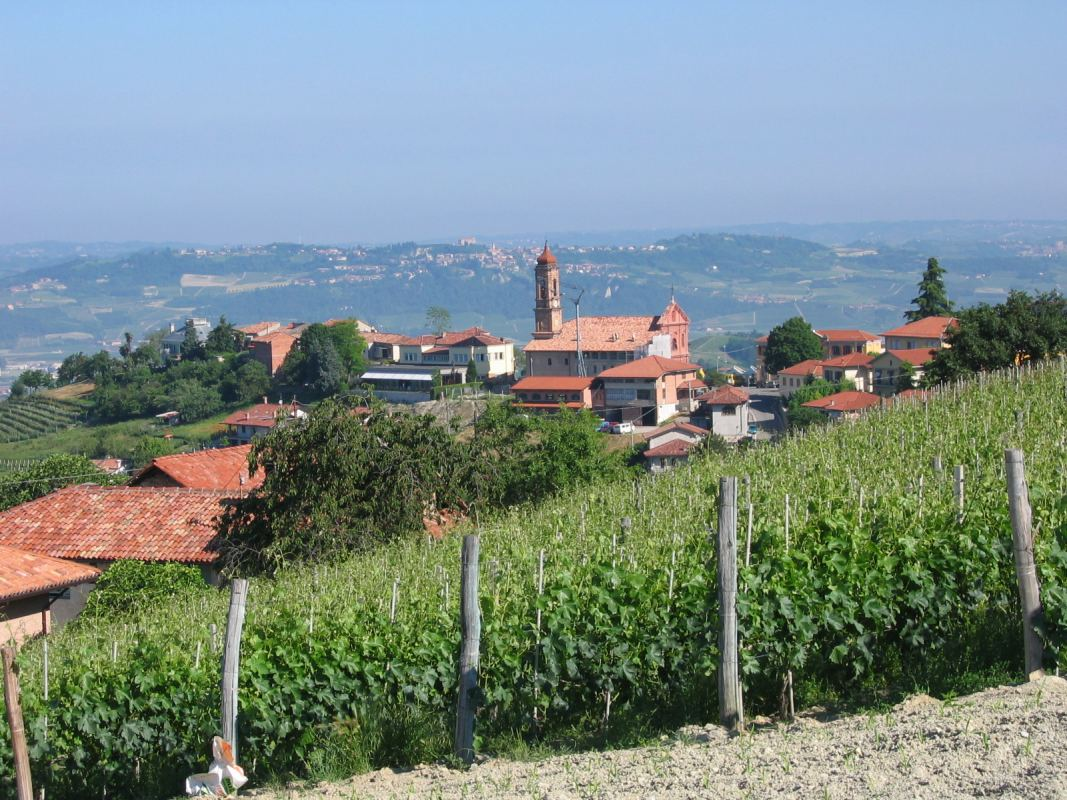
Weinberge bei Treiso

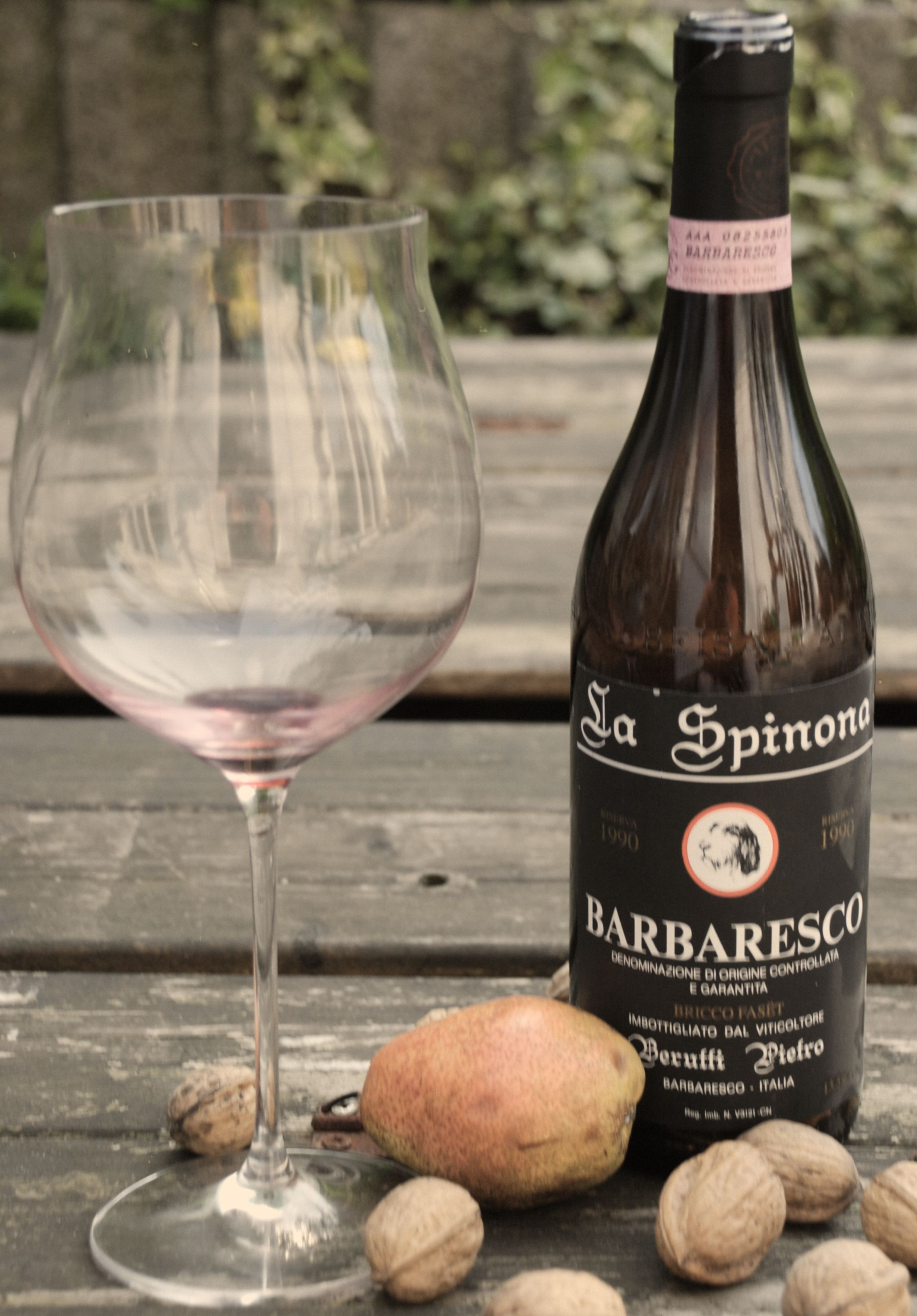
Barbaresco

Der Barbaresco und Barbaresco Riserva bezeichnen trockene italienische Rotweine aus der Provinz Cuneo im Piemont, Norditalien, die eine kontrollierte und geschützte Herkunftsbezeichnung haben (Denominazione di Origine Controllata e Garantita – DOCG).

## Anbau
Barbaresco ist ein Wein, der aus der Region Langhe im Piemont, genauer aus dem Gebiet um die Ortschaften Barbaresco, Treiso und Neive, stammt. Da er ebenso wie der Barolo sortenrein aus der Nebbiolorebe hergestellt wird, wird er oft als „der kleine Bruder“ des Barolo bezeichnet. Die beiden Ortschaften Barbaresco und Barolo liegen kaum 20 km Luftlinie voneinander entfernt. Im Unterschied zum Barolo liegen die Hügel des Barbaresco etwas niedriger und haben eine andere Bodenbeschaffenheit, sodass der Wein weniger wuchtig und dafür samtiger wird. 1966 wurde er als DOC klassifiziert, am 3. Oktober 1980 wurde er als DOCG anerkannt. Der Barbaresco wird auch „Wein der Königin“ genannt.
Im Jahr 2017 wurden 31.446 Hektoliter DOCG-Wein erzeugt.

## Eigenschaften
Die Nebbiolo-Traube reift spät, sie wird oft erst im Oktober geerntet, wenn der Nebel (= la nebbia) in die Weinberge zieht. Die DOCG-Bestimmungen für den Barbaresco sehen eine Mindestausbauzeit von 26 Monaten, davon neun im Holzfass vor (für Barolo 38 Monate, davon 18 im Holzfass). Eine Riserva muss insgesamt 50 Monate (davon neun im Holzfass) lagern, bevor sie in den Verkauf gelangen darf.

## Beschreibung
Gilt auch für den Riserva-Wein:
- Farbe: granatrot
- Geruch: intensiv und charakteristisch
- Geschmack: trocken, vollmundig, harmonisch
- Alkoholgehalt: mindestens 12,5 % Vol.
- Säuregehalt: mind. 4,5 g/l
- Trockenextraktgehalt: mind. 22 g/l

## Geschichte
Zu Beginn des 19. Jahrhunderts handelte es sich beim Barbaresco um einen meist restsüßen Wein aus Nebbiolotrauben. Durch die späte Reifung des Nebbiolo erfolgte die Gärung in den kalten Wintermonaten. Die niedrigen Temperaturen in den Weinkellern bewirkten, dass die alkoholische Gärung häufig zum Erliegen kam und der so entstandene Wein nicht komplett durchgegoren war.
Der heutige Barbaresco entstand ähnlich wie der Barolo durch die Mithilfe des französischen Önologen Louis Oudart. Dieser wurde von der Marchesa Giulia Falletti di Barolo um 1850 (vielleicht bereits im Jahr 1838) in die Gemeinde Barolo berufen, um sie dort auf ihrem Weingut beratend zu unterstützen. Im Keller setzte Oudart auf die Techniken aus der kühlen Champagne, wo dieses Gärproblem bekannt war. Oudart verlegte den Gärprozess in neu angelegte unterirdische Weinkeller, sorgte für gleichbleibende Temperaturen und verbesserte die Kellerhygiene. Oudart unterstützte auch den Grafen und späteren Ministerpräsidenten Camillo Benso di Cavour auf dessen Weingut in Grinzane Cavour. Auf diesen Weingütern entstand der Barolo im heutigen Sinne, als trocken ausgebauter Rotwein.
Nachdem der neue Weintypus des Barolo entstanden war, arbeitete Oudart im Castello di Neive an der Neuinterpretation des Barbaresco.
Zwar wird die Entstehungsgeschichte des Barolo und Barbaresco häufig auf diese Art geschildert, aber es finden sich auch abweichende Darstellungen. Einige Historiker berichten, Oudart sei auf Betreiben von Camillo Benso Cavour in das Piemont übergesiedelt; in diesem Zusammenhang differieren die angegebenen Jahreszahlen geringfügig.
Wiederum andere Quellen benennen den Önologen Paolo Francesco Staglieno als maßgeblichen Entwickler des trocken ausgebauten Barolo. Dieser arbeitete von 1836 bis in die 1840er Jahre sowohl bei Camillo Benso Cavour als auch auf dem königlichen Weingut in Pollenzo.
Nach zahlreichen Krisen des Weinbaus, ausgelöst durch die Reblausplage, die beiden Weltkriege, die faschistische Herrschaft und schließlich die wirtschaftlich schwierigen Zeiten der Nachkriegsjahre, in denen eine massive Landflucht einsetzte, waren die Langhe in der Mitte des 20. Jahrhunderts eine verarmte Region. Dann erschütterte 1986 der Methanolskandal den italienischen Weinmarkt und die Produktionsmenge des Barbaresco brach ein. Von diesem Tiefpunkt ausgehend entwickelte sich jedoch ein Boom, der durch ein neu erwachtes Qualitätsbewusstsein sowie mehrere gute Wein-Jahrgänge in Folge ermöglicht wurde.

### Entstehung des Barbaresco
Als Geburtsstunde des Barbaresco kann die Gründung der Cantina Sociale di Barbaresco im Jahr 1894 angesehen werden. Die zusammengeschlossenen Produzenten der Cantina brachten mit dem Jahrgang 1894 die ersten Weine auf den Markt, die offiziell als Barbaresco bezeichnet wurden. Vor dieser Zeit wurde der Großteil der im Barbaresco-Gebiet produzierten Nebbiolotrauben für die Herstellung des Barolo verwendet und es finden sich nur vereinzelte Informationen über Weine, die den Namen ihres Herkunftsortes trugen. In der Mitte der 1920er Jahre musste die Cantina Sociale di Barbaresco aus wirtschaftlichen Gründen schließen. Erst 1958 wurde die Erzeugergenossenschaft unter dem Namen Produttori del Barbaresco neu gegründet. Diese gilt bis heute als eine der renommiertesten Winzergenossenschaften Italiens, da sie über viele Jahre einen sehr hohen Qualitätsstandard erreicht hat und bereits seit 1967 einen Teil ihrer Weine als Einzellagenauslesen (Cru) vermarktet.

## Kontroverse zwischen Traditionalisten und Modernisten
Die Auseinandersetzungen zwischen Traditionalisten und Modernisten, die im Barolo- und Barbarescogebiet lange Zeit für Aufsehen gesorgt haben, gelten heute als weitgehend überwunden. Viele önologische Übertreibungen auf der einen wie auch rückständige Kellertechniken auf der anderen Seite gehören heute der Vergangenheit an.
In der Zeit nach dem Zweiten Weltkrieg galten die Weine der Langhe als oft unsauber, von harten Tanninen geprägt und nahezu unzugänglich. Ab den 1970er Jahren zog es viele Winzersöhne in das französische Burgund, von wo sie mit neuen Keller- und Weinbautechniken in ihre Heimat zurückkehrten. Einige dieser Änderungen, die in die heimischen Produktionsmethoden Einzug hielten, waren eine modernere Kellerhygiene, der Einsatz von Barriques, moderne Fermentationstechniken und die rigorose Reduktion der Erntemenge („grüne Lese“). Die Barriques ersetzten die üblichen großen Fässer (botti), die nach vielen Jahren des Gebrauchs unsaubere Töne im Wein bewirken konnten. Darüber hinaus gab das neue Holz der Barriques an Vanille erinnernde Geschmacksstoffe an den Wein, und an die Stelle der natürlichen Traubentannine ließ es die als weicher empfundenen Tannine des Holzes treten. Das Ziel war es, insgesamt zugänglichere, weichere und fruchtbetontere Weine zu produzieren.
Der wohl bekannteste Vertreter der Modernisten war Angelo Gaja, der 1978 seinen ersten teilweise in Barriques ausgebauten Barbaresco auf den Markt brachte. Er hatte bei den italienischen und internationalen Weinkritikern auf Anhieb so großen Erfolg, dass er viele Nachahmer fand. Eine weitere von Angelo Gaja initiierte Neuerung war der Einsatz internationaler Rebsorten. Für einige seiner Weine verwendete er neben den einheimischen Rebsorten Nebbiolo und Barbera auch die internationalen Sorten Cabernet Sauvignon, Sauvignon Blanc und Merlot. Diese neuen Techniken ergaben neue Weinstile, mit denen die Weine der Langhe erstmals auf dem internationalen Markt als bedeutende Größe wahrgenommen wurden. Es konnten Verkaufspreise erzielt werden, die bis dahin als astronomisch gegolten hatten, und die davon ausgehende Wirkung strahlte in die gesamte italienische Weinwelt aus. Aus den ehemals rustikalen, schwer zugänglichen, vielleicht aber auch geheimnisvollen Weinen wurden nun häufig solche, die unnatürlich dunkel, überextrahiert und durch deutliche Holzwürze geprägt waren. Es bestand somit die Gefahr, dass diese Weine ihre Identität und Einzigartigkeit verlieren konnten, was zu heftigen Gegenreaktionen von Seiten der traditionell orientierten Winzerschaft führte.

## Die offizielle Lagenkartografie
Die DOCG Barbaresco hat für das Weinjahr 2007 als erstes italienisches Weinanbaugebiet eine gesetzlich festgelegte Lagenkartografie eingeführt. Die entsprechenden Regelungen für den Barolo sind drei Jahre später in Kraft getreten.
Es gab in der Geschichte des Barbaresco- und Barologebietes mehrere Versuche, eine Lagenklassifizierung zu erarbeiten.
Im Wesentlichen werden zwei einflussreiche historische Quellen genannt, die in den jetzigen Versuch, zu einer offiziellen Klassifizierung zu gelangen, eingeflossen sind:
- Bereits im Jahr 1879 veröffentlichte der Agronom Lorenzo Fantini mit seinem Werk Monografia sulla Viticoltura ed Enologia nella Provincia di Cuneo eine erste Nennung und Klassifizierung von Ortschaften und Einzellagen.
- Im Jahr 1976 veröffentlichte der Winzer Renato Ratti eine einflussreiche Lagenkarte, die zum ersten Mal eine präzise Bestimmung erstklassiger Einzellagen lieferte. Diese bezog sich allerdings ausschließlich auf den Barolo.[7]

Ab den 1980er Jahren machten sich immer mehr Winzer selbständig und vermarkteten ihren Wein eigenständig. Bis zu dieser Zeit wurde der Markt von den großen Handelshäusern dominiert. Diese kauften die Trauben der Winzer auf, vinifizierten sie und verkauften schließlich den Wein.
Es war zu dieser Zeit üblich, die Weine aus dem gesamten Gebiet miteinander zu verschneiden; dennoch gab es bei allen Beteiligten sehr wohl ein überliefertes Wissen darüber, welche Lagen die besten Weine hervorbrächten.
Um 1990 waren bereits zahlreiche geografische Weinbezeichnungen entstanden, die zum Teil auf offiziellen Katasternamen, Bezeichnungen des Konsortiums oder historischen Lagenbezeichnungen beruhten, manchmal aber auch nur Phantasienamen waren. Um dieser immer unübersichtlicher werdenden Situation Herr zu werden, beauftragte das Schutzkonsortium die Gemeinden des Anbaugebietes, eine Liste der Weinbergslagen zu erstellen. Kommunale Agrarkommissionen, die sich hauptsächlich aus Winzern zusammensetzten, erarbeiteten so für jede Gemeinde ein Verzeichnis, in dem jede Lage einen eindeutigen Namen tragen und parzellenscharf abgegrenzt sein sollte. In diese Arbeit flossen die Erfahrung von Alteingesessenen, Katasterpläne und zahlreiche historische Dokumente ein. Das Ergebnis sind die „menzioni geografiche aggiuntive“, die ergänzenden geografischen Angaben, die seit dem Weinjahr 2007 innerhalb der DOCG-Bestimmungen gesetzlich gültig sind.  Diese offiziellen Lagenbezeichnungen sagen nichts über ein eventuelles qualitatives Potential aus, sondern stehen gleichberechtigt nebeneinander. Es existiert also keine offizielle hierarchische Ordnung innerhalb der Lagenbezeichnung, wie sie beispielsweise im Burgund existiert. Da viele Lagennamen aber historischen Ursprungs sind und es ein tradiertes Wissen um das Qualitätspotential einzelner Weinbergslagen gibt, ist eine „inoffizielle“ Hierarchisierung dennoch vorhanden und wird zudem vom Weinmarkt und den hier zu erzielenden Preisen abgebildet. Im Alltag hat sich für die Weine, die diese Bezeichnung tragen, bereits das Wort „Cru“ durchgesetzt.
Es gibt insgesamt 66 ergänzende geografische Angaben, die laut Produktionsvorschriften verwendet werden können (Articolo 7: Designazione e presentazione). Diese unterscheiden sich rechtlich von Unterzonen, im italienischen Sottozona genannt. Für eine Sottozona müssen die Produktionsbestimmungen strenger sein als für die Anbauzone insgesamt. (Vgl. Chianti oder Valtellina).
Es gibt die Möglichkeit, den Lagennamen durch den Zusatz „vigna“ noch enger zu fassen, zum Beispiel „Barbaresco Ovello (die ergänzende geografische Angabe), Vigna Loreto“. Erst in diesem Fall gelten laut DOCG-Bestimmungen strengere Produktionsvorschriften.